# Britische Tourenwagen-Meisterschaft 1996
Die 39. Saison der Britischen Tourenwagen-Meisterschaft begann am 8. April in Donington Park und endete am 22. September in Brands Hatch.

## Kalender
|        | Datum             | Rennen     | Strecke             | Pole-Position                  | Platz 1            | Platz 2            | Platz 3            |
| ------ | ----------------- | ---------- | ------------------- | ------------------------------ | ------------------ | ------------------ | ------------------ |
| 1, 2   | 7.–8. April       | England    | Donington           | Rickard Rydell Frank Biela     | Frank Biela        | Will Hoy           | Alain Menu         |
| 1, 2   | 7.–8. April       | England    | Donington           | Rickard Rydell Frank Biela     | Frank Biela        | Will Hoy           | Rickard Rydell     |
| 3, 4   | 20.–21. April     | England    | Brands Hatch (Indy) | Alain Menu Joachim Winkelhock  | Frank Biela        | Alain Menu         | Joachim Winkelhock |
| 3, 4   | 20.–21. April     | England    | Brands Hatch (Indy) | Alain Menu Joachim Winkelhock  | Joachim Winkelhock | Alain Menu         | Rickard Rydell     |
| 5, 6   | 5.–6. Mai         | England    | Thruxton            | Frank Biela Joachim Winkelhock | Frank Biela        | John Bintcliffe    | Rickard Rydell     |
| 5, 6   | 5.–6. Mai         | England    | Thruxton            | Frank Biela Joachim Winkelhock | Joachim Winkelhock | Roberto Ravaglia   | Frank Biela        |
| 7, 8   | 18.–19. Mai       | England    | Silverstone         | Roberto Ravaglia Frank Biela   | Kelvin Burt        | Roberto Ravaglia   | David Leslie       |
| 7, 8   | 18.–19. Mai       | England    | Silverstone         | Roberto Ravaglia Frank Biela   | Frank Biela        | Roberto Ravaglia   | John Bintcliffe    |
| 9, 10  | 26.–27. Mai       | England    | Oulton Park         | Frank Biela                    | Joachim Winkelhock | Frank Biela        | John Bintcliffe    |
| 9, 10  | 26.–27. Mai       | England    | Oulton Park         | Frank Biela                    | Rickard Rydell     | Frank Biela        | John Bintcliffe    |
| 11, 12 | 15.–16. Juni      | England    | Snetterton          | Joachim Winkelhock             | James Thompson     | Frank Biela        | John Cleland       |
| 11, 12 | 15.–16. Juni      | England    | Snetterton          | Joachim Winkelhock             | Joachim Winkelhock | John Cleland       | Alain Menu         |
| 13, 14 | 29.–30. Juni      | England    | Brands Hatch        | Alain Menu                     | Alain Menu         | Frank Biela        | Rickard Rydell     |
| 13, 14 | 29.–30. Juni      | England    | Brands Hatch        | Alain Menu                     | Alain Menu         | Joachim Winkelhock | Will Hoy           |
| 15, 16 | 13.–14. Juli      | England    | Silverstone         | David Leslie                   | Roberto Ravaglia   | Rickard Rydell     | Frank Biela        |
| 15, 16 | 13.–14. Juli      | England    | Silverstone         | David Leslie                   | David Leslie       | Frank Biela        | Roberto Ravaglia   |
| 17, 18 | 27.–28. Juli      | Schottland | Knockhill           | Rickard Rydell                 | Frank Biela        | John Bintcliffe    | Roberto Ravaglia   |
| 17, 18 | 27.–28. Juli      | Schottland | Knockhill           | Rickard Rydell                 | Rickard Rydell     | Frank Biela        | Roberto Ravaglia   |
| 19, 20 | 10.–11. August    | England    | Oulton Park         | David Leslie Frank Biela       | Alain Menu         | Frank Biela        | David Leslie       |
| 19, 20 | 10.–11. August    | England    | Oulton Park         | David Leslie Frank Biela       | Frank Biela        | David Leslie       | Alain Menu         |
| 21, 22 | 25.–26. August    | England    | Thruxton            | Alain Menu Joachim Winkelhock  | David Leslie       | Frank Biela        | Rickard Rydell     |
| 21, 22 | 25.–26. August    | England    | Thruxton            | Alain Menu Joachim Winkelhock  | Rickard Rydell     | James Thompson     | Frank Biela        |
| 23, 24 | 7.–8. September   | England    | Donington           | Rickard Rydell                 | Rickard Rydell     | David Leslie       | Alain Menu         |
| 23, 24 | 7.–8. September   | England    | Donington           | Rickard Rydell                 | David Leslie       | Alain Menu         | Frank Biela        |
| 25, 26 | 21.–22. September | England    | Brands Hatch (Indy) | Joachim Winkelhock             | Alain Menu         | Peter Kox          | David Leslie       |
| 25, 26 | 21.–22. September | England    | Brands Hatch (Indy) | Joachim Winkelhock             | Frank Biela        | Roberto Ravaglia   | Joachim Winkelhock |

## Punktestand

### Fahrer
| Pos. | Fahrer             | Fahrzeug          | Punkte |
| ---- | ------------------ | ----------------- | ------ |
| 1    | Frank Biela        | Audi A4 Quattro   | 289    |
| 2    | Alain Menu         | Renault Laguna    | 197    |
| 3    | Rickard Rydell     | Volvo 850         | 194    |
| 4    | David Leslie       | Honda Accord      | 159    |
| 5    | Joachim Winkelhock | BMW 320i          | 158    |
| 6    | Roberto Ravaglia   | BMW 320i          | 157    |
| 7    | John Bintcliffe    | Audi A4 Quattro   | 113    |
| 8    | John Cleland       | Vauxhall Vectra   | 97     |
| 9    | Will Hoy           | Renault Laguna    | 92     |
| 10   | James Thompson     | Vauxhall Vectra   | 83     |
| 11   | Kelvin Burt        | Volvo 850         | 66     |
| 12   | James Kaye         | Honda Accord      | 33     |
| 13   | Paul Radisich      | Ford Mondeo       | 27     |
| 14   | Peter Kox          | BMW 320i          | 26     |
| 15   | Tim Harvey         | Peugeot 406       | 20     |
| 16   | Patrick Watts      | Peugeot 406       | 6      |
| 16   | Richard Kaye       | Vauxhall Cavalier | 6      |
| 18   | Owen McAuley       | Nissan Primera    | 3      |
| 18   | Lee Brookes        | Toyota Carina     | 3      |
| 20   | Gary Ayles         | Nissan Primera    | 2      |
| 20   | Steve Robertson    | Ford Mondeo       | 2      |
| 22   | Matt Neal          | Ford Mondeo       | 1      |